# سيمانترا (هالكيديكي)
سيمانترا (Σήμαντρα) هي مدينة في هالكيديكي في مقاطعة فوريا إلادا في اليونان.